# Erdmanówka
Erdmanówka – zlikwidowany wąskotorowy przystanek osobowy w Podłężu, na wąskotorowej linii kolejowej Hajdaszek – Pińczów, w powiecie pińczowskim, w województwie świętokrzyskim, w Polsce.